# Tapogatóláb

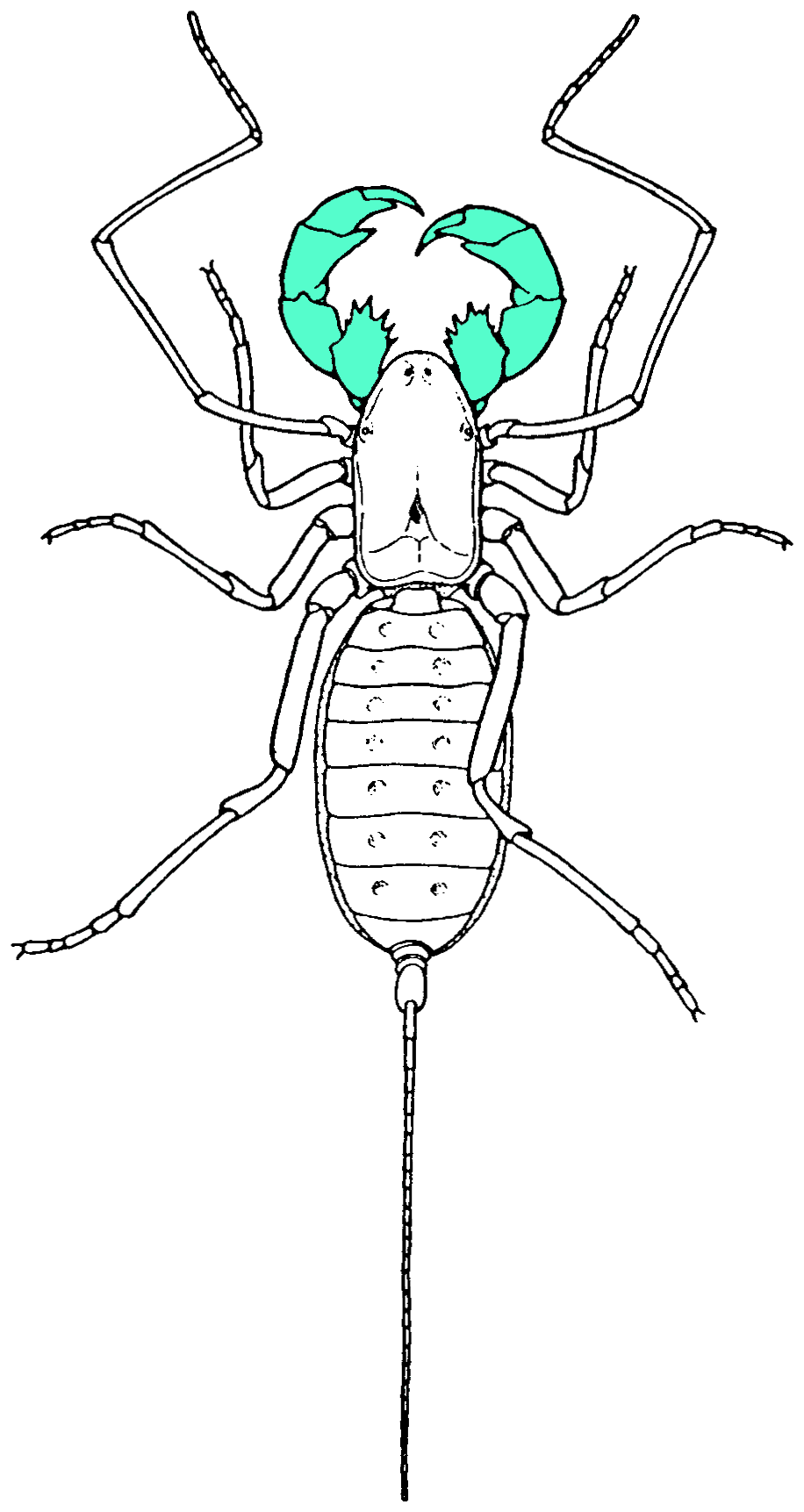
Thelyphonida háti oldala, a tapogatólábak zöld színnel jelölve

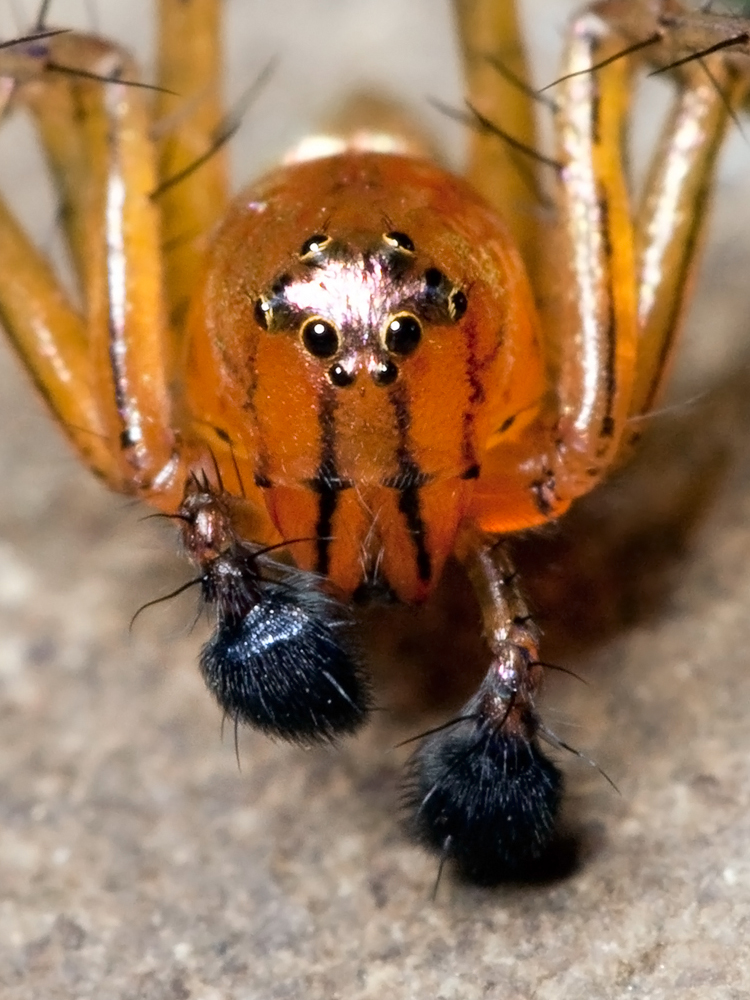
Hím hiúzpók megnagyobbodott párzólábakkal

A tapogatólábak (pedipalpus, többes szám pedipalpi) a csáprágósok (Chelicerata) alrendjébe tartozó állatok fejtorának (cephalothorax) második pár függeléke.
A tapogatólábakat hagyományosan a rákok (Crustacea) és rovarok (Insecta) rágóival (mandibula) gondolták homológnak, de az újabb (pl. Hox géneken alapuló) kutatások valószínűsítik, hogy a rákok második pár csápjának (antennae) feleltethetők meg.

## Pókok tapogatólába
A pókok tapogatólába apró, piszkos kézre emlékeztet. Az ízeltlábúak lábához hasonló a szegmentációja, de a tarsus egyben van, és a pretarsus-nak nincsenek oldalirányú karmai. A pedipalpus a nőstényeknél és a fiatal példányoknál egyszerű, vékony, tapogatásra szolgál; a kifejlett hímeknél megvastagodott végű párzókészülékké módosul, nevezik emiatt párzólábnak is. Az utolsó szegmens, a tarsus bonyolult struktúrává alakult, aminek célja párzáskor a spermának a nőstény ivarnyílásába juttatása. A nőstény pókok ivarlemezével való precíz kulcs-zár illeszkedése teszi lehetővé a sikeres párzást. Mivel formája fajonként eltérő, még közeli fajok esetében is, ezért az egyik legfontosabb határozó jelleg.